# Apristurus longicephalus
Espèce
Répartition géographique
Statut de conservation UICN

 LC  : Préoccupation mineure
Apristurus longicephalus est un  Scyliorhinidae de l'océan indien et de l'ouest du pacifique.